# Avy
Avy – miejscowość i gmina we Francji, w regionie Nowa Akwitania, w departamencie Charente-Maritime.
Według danych na rok 1990 gminę zamieszkiwało 457 osób, a gęstość zaludnienia wynosiła 31 osób/km² (wśród 1467 gmin regionu Poitou-Charentes Avy plasuje się na 584. miejscu pod względem liczby ludności, natomiast pod względem powierzchni na miejscu 598.).